# Busajtin
Busajtin – wieś w Syrii, w muhafazie Dajr az-Zaur. W 2004 roku liczyła 666 mieszkańców.